# Palau Alòs
El Palau Alòs o del Marquès de Puerto Nuevo és una casa senyorial que es troba al carrer de Sant Pere Més Baix, 55 cantonada amb el carrer d'en Mònec, catalogada com a bé cultural d'interès local. Des de la seva rehabilitació el 2011, acull tres espais d'ús social.

## Història

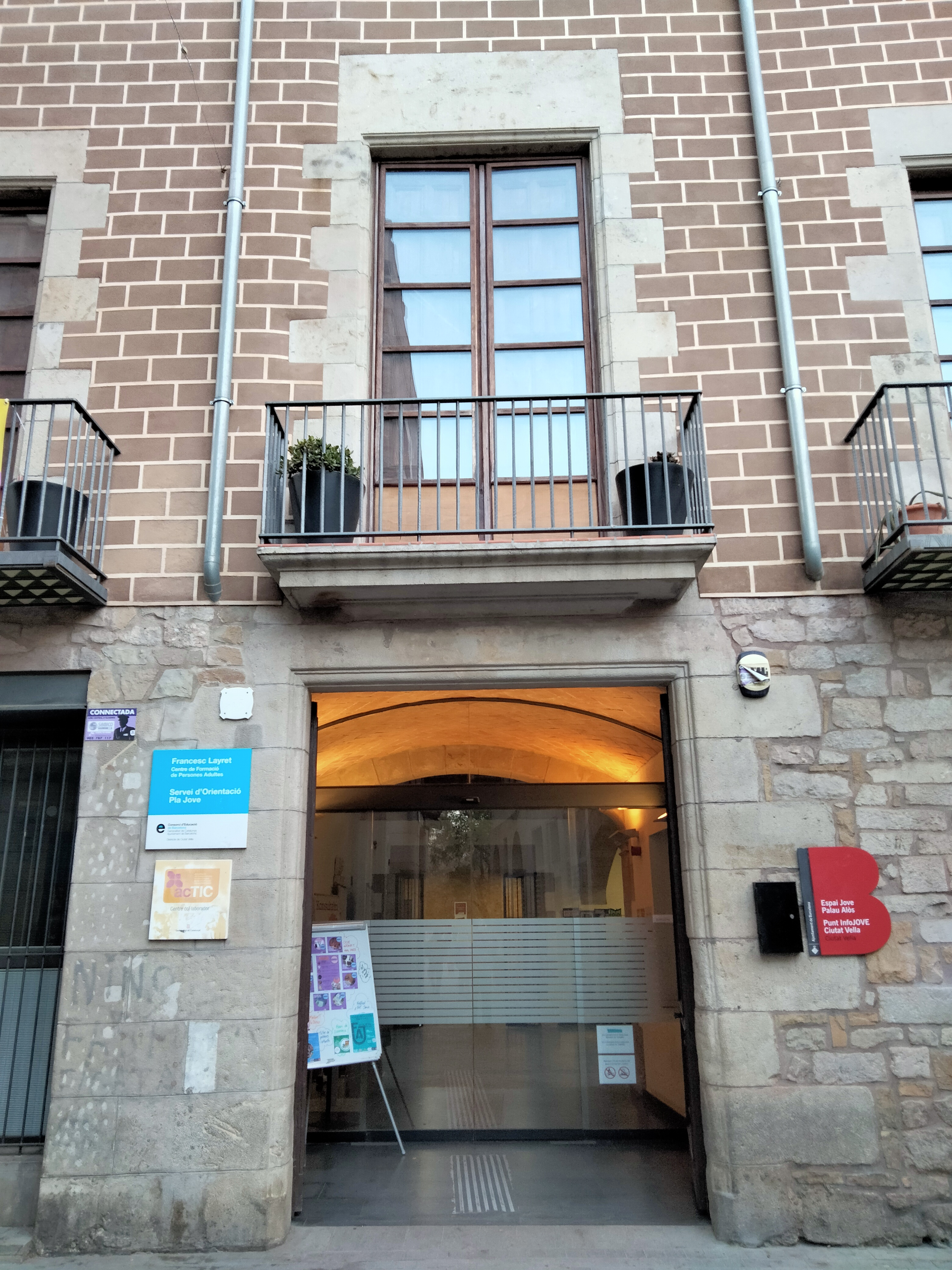
Portal d'entrada, amb els rètols de les entitats que allotja

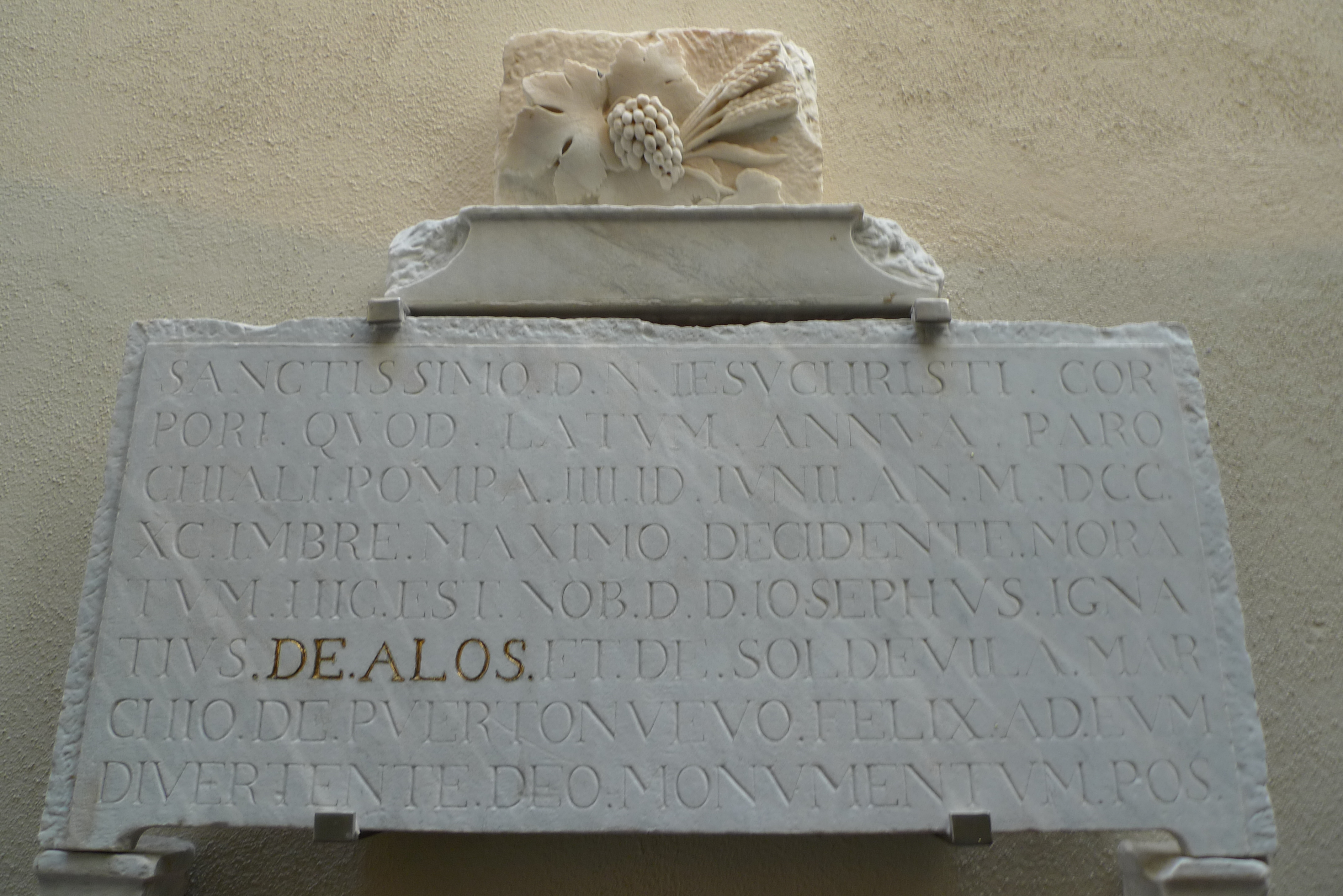
Placa commemorativa dels fets de Corpus de 1790: SANCTISSIMO D.N. IESVCHRISTI. COR / PORI. QVOD. LATVM. ANNM. PARO / CHIALI. POMPA. IIII. ID. IVNII. AN. M.DCC. / XC. IMBRE. MAXIMO. DECIDENTE. MORA / TVM. HIC. EST. NOB. D. D. IOSEPHVS. IGNA / TIVS. DE. ALOS. ET. DE. SOLDEVILA. MAR / CHIO. DE PVERTONVEVO. FELIX. AD. EUM / DIVERTENTE. DEO. MONVMENTVM. POS.

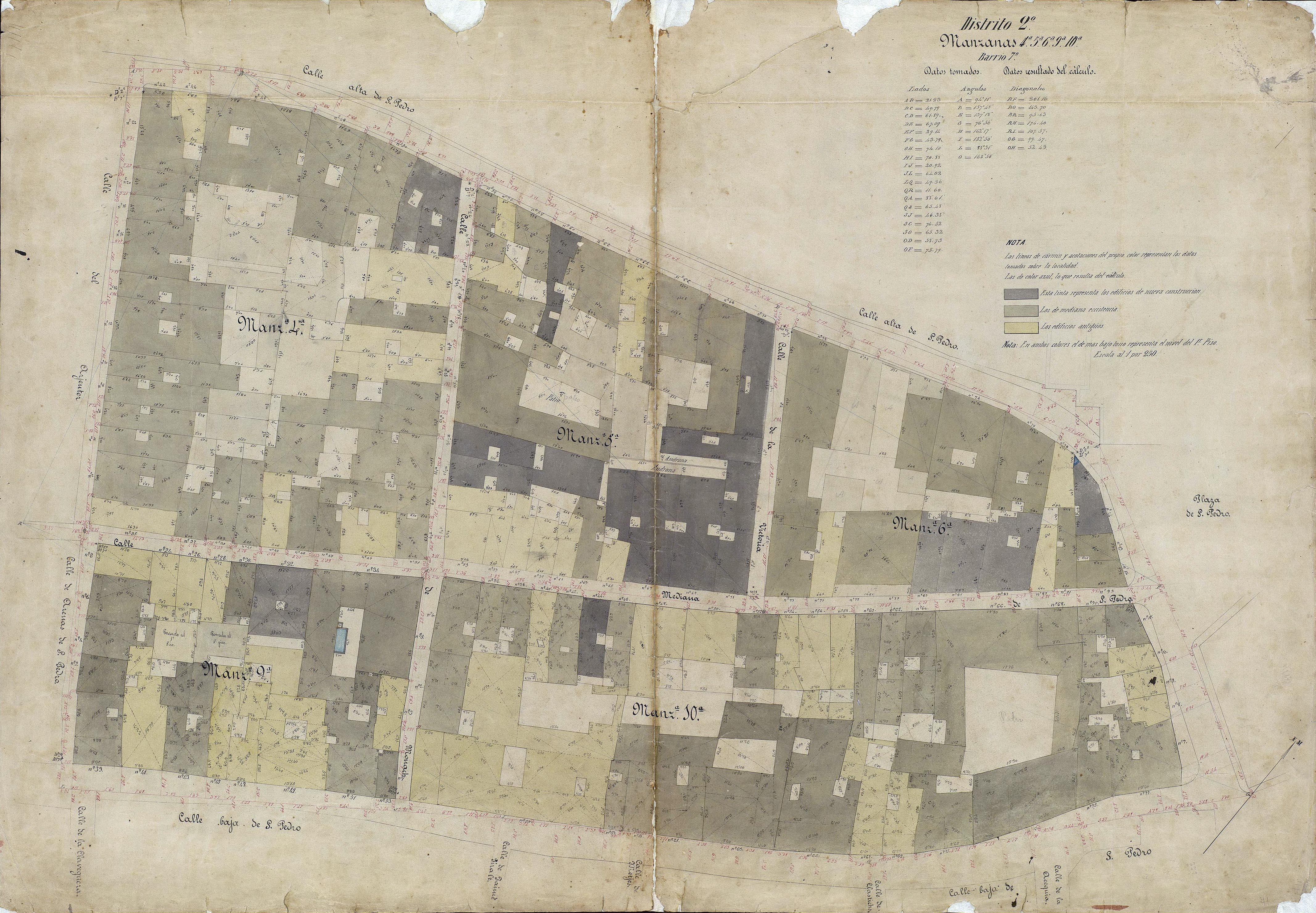
Quarteró núm. 41 de Garriga i Roca (c. 1860)

Té el seu origen en una sèrie d'adquisicions i reformes fetes pel paraire i comerciant Pau Amat «major» (1585-1652) entre 1610 i 1642, i que foren continuades pel seu fill Pau Amat «menor». El 1640, aquest va signar capítols matrimonials amb Teresa de Cardona i Calvo, senyora de Sant Vicenç de Castellet, que va morir el 1648, deixant com a hereu universal el seu marit. L'any següent, Pau Amat «menor» es va casar en segones noces amb Eulàlia de Boixadors i d'Oms-Biure. Alguns anys després de la seva mort, cap al 1689, el seu fill Josep Amat i de Boixadors (1658-1722) fixà la seva residència a Manresa, i durant la Guerra de Successió, el casal va ser transformat en caserna.
El 1738, el seu fill Pau Ignasi d'Amat i de Picalquers, donzell i doctor en dret, va vendre la propietat, composta de cinc designes (parcel·les), a Josep Francesc d'Alòs i de Rius (1687-1757), que ja posseïa la casa de la cantonada amb el carrer d'en Mònec, adquirida amb posterioritat al 1716. El 1746, el nou propietari, germà d'Antoni d'Alòs i de Rius, primer marquès d'Alòs, va rebre el títol de marquès de Puerto Nuevo de mans de Felip V. A la seva mort, va ser succeït pel seu fill Josep Ignasi d’Alòs i de Soldevila (1723-1782), casat des del 1744 amb Maria Josepa Barrera i Prat de Sant Julià. El 1791 hi promogué diverses reformes, i va morir el 21 de febrer de l'any següent, i segons l'inventari post mortem, hi havia diverses estances com la cotxera, les cavallerisses, l'oratori, el saló, el rebedor, el rebost, la cuina i el jardí.
L'hereu Josep Ignasi d'Alòs i Barrera (1768-1823) va morir sense descendència i fou succeït pel seu nebot Ignasi Miquel de Sallés i d'Alòs (1780-1834), fill de la seva germana Lliberata i d'Ignasi Ramon de Sallés i Sanou, que va llegar el palau a la seva neboda Maria de Montcorp de Manresa i de Sallés, filla de la seva germana Maria Josepa i de Ramon de Manresa i d'Asprer, i casada amb Baltasar de Ferrer i de Parrella. El 1839, aquesta va demanar permís per a reedificar part del frontis del carrer d'en Mònec, segons el projecte del mestre d'obres Jaume Jambrú, i va aportar la propietat com a dot al seu matrimoni amb Baltasar de Ferrer i de Parrella. El fill d'ambdós, Manuel de Ferrer i de Manresa (1824-1856), es va casar el 1850 amb Josepa Pujol de Senillosa i de Vedruna.
El 1887, Baltasar de Ferrer i Pujol de Senillosa (1857-1932), setè marquès de Puerto Nuevo, va vendre el palau a Marià Bernades i Guitart i la seva muller Maria Serra. El 17 de setembre del 1895, el nou propietari sol·licità permís per a modificar una finestra de la façana principal, transformant-la en una porta. El 1897, el fabricant de xocolata Eduard Pi va demanar permís per a instal·lar-hi un motor elèctric en el seu local dels baixos, i el 1898, Dolors Girbau, superiora d'una escola religiosa, va demanar permís per a col·locar-hi dos rètols.
Ja en la dècada del 1930, el Centro Obrero Aragonés es convertí en el propietari de l'edifici (o si més no d'una bona part). El 20 d’abril del 1935, aquesta institució va sol·licitar permís per a reformar-ne una part de les cobertes, substituint una teulada per un terrat transitable, i també convertí el pati interior en teatre. Posteriorment, durant el franquisme, s'hi establí la Penya Cultural Barcelonesa, que usà l'espai per a activitats d'esbarjo i per a la representació de comèdies i sarsueles. També en aquesta època s'hi instal·là el Museo de Trajes. Les activitats de la Penya Cultural Barcelonesa s'allargaren fins al 1994, moment en què el palau s'abandonà.
Cap al 2000 fou okupat per l'Anarko Penya Cultural. Els okupes hi establiren tallers i hi celebraren festes i van rebatejar el lloc com a «Primer Palau de la Pau». Aquesta etapa acabà la nit del 3 al 4 de febrer del 2006 amb el desallotjament de la comunitat, quan es produïren enfrontaments entre la Guàrdia Urbana i els okupes i veïns, amb un balanç de diversos ferits i uns quants detinguts (vegeu cas 4F). Un d'ells, Rodrigo Lanza, acusat de tirar una pedra a un guàrdia urbà que li hauria impactat al cap, va ser condemnat a cinc anys de presó.

### Rehabilitació
El 2003, els propietaris del palau (que a causa de diverses herències era repartit entre un grup inversor i dos ordes religiosos) realitzaren una consulta al Districte de Ciutat Vella per a convertir-ne una part en habitatges, i l'aleshores cap de Serveis Tècnics contestà positivament. Això no obstant, el 9 de maig del 2005, el mateix funcionari va rectificar i anuncià que el Consistori havia iniciat l'expropiació. El febrer del 2010, la secció segona de la sala contenciosa-administrativa del Tribunal Superior de Justícia de Catalunya (TSJC) va determinar que l'Ajuntament havia de pagar als propietaris de l'immoble gairebé 2 milions d'euros, que suposaven un preu de 490 €/m².
La rehabilitació del palau i la seva apropiació per a usos socials i públics foren un dels elements centrals del projecte d'intervenció integral dels barris de Sant Pere i Santa Caterina (2004-2009). El 2007 s'hi dugueren a terme les primeres intervencions, centrades en enderrocs selectius. El 2010, amb uns tres anys de retard sobre la data prevista, s'iniciaren les obres de rehabilitació. El projecte va ser pressupostat inicialment en 5'7 M€ i fou adjudicat a AM Arquitectes. Això no obstant, acabà sent dut a terme per l'estudi Gausa+Raveau Actarquitectura i executat per l'empresa Copisa. El pressupost final pujà a 9'5 M€, un 65% per sobre de l'inicialment previst. L'edifici rehabilitat i els nous espais (3.332 m², dels quals 2.991 m² són útils) foren inaugurades el 20 de març del 2011. L'Escola Bressol Puigmal i el casal de joves Palau Alòs ocupen una part de la planta baixa i de la planta principal, mentre que el primer i el segon pis són destinats al centre de formació d'adults (CFA) Francesc Layret.

## Descripció
Consta de planta baixa, principal, dos pisos i coberta. La façana, de 38 m de llarg, és de pedra de Montjuïc als baixos, amb estuc imitant carreus a la resta. A la planta baixa s'obre el portal carrosser des d'on s'accedia al vestíbul del pati, avui difícilment distingible degut a les obres de rehabilitació. A la façana s'emfatitza la importància del pis principal mitjançant la successió de nou balcons amb brancals i llinda de pedra d'emmotllurada. Els balcons tenen les llosanes de ferro i ceràmica excepte el central que la té de pedra. El segon pis és més reduït en altura que el principal i disposa només de finestres, excepte per la finestra de l'extrem nord-est que disposa també de balcó amb llosanes de ferro i ceràmica. La façana es tanca amb un prominent ràfec de teules.
Al pati destaquen dos grans arcs escarsers. El segon és que porta a l'exterior i té les impostes decorades amb motllures. Al primer pis, s'obren balcons sense voladís i al segon finestres amb l'ampit motllurat. Una d'aquestes finestres té els brancals decorats amb fines columnes i un bust d'home en una imposta (el de l'altre costat no es conserva); a la llinda hi ha esculpit un arc mixtilini amb dos àngels que agafen un escut al frontó. Al pati es conserva una làpida dedicada per Josep Ignasi d'Alòs i de Soldevila, segon marquès de Puerto Nuevo, que recorda que el 1790 el Santíssim Sagrament s'hi refugià d'un xàfec. A sobre de la làpida hi ha un relleu d'unes fulles de vinya, raïm i espigues.

## Galeria d'imatges

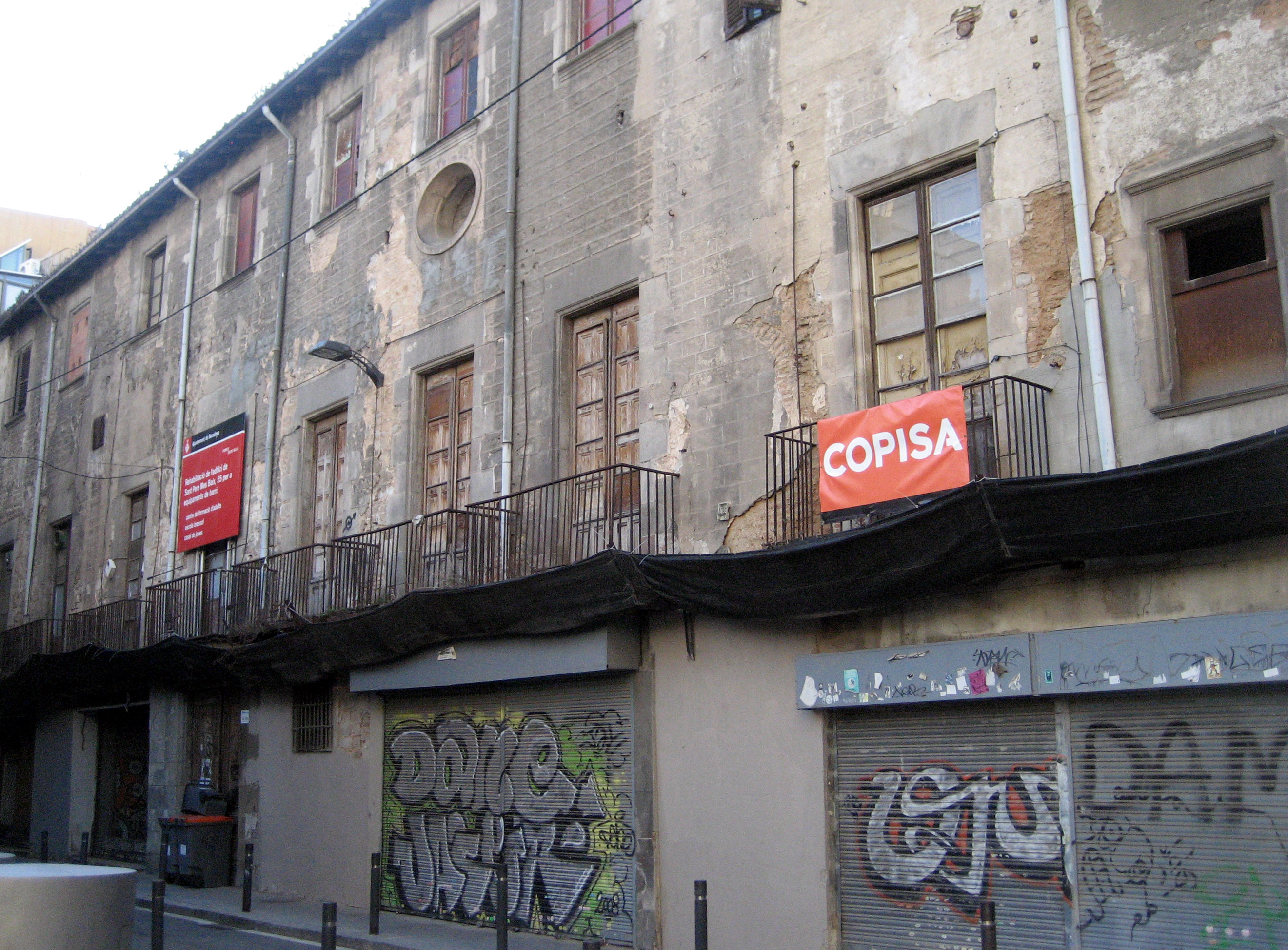
El palau abans de la restauració
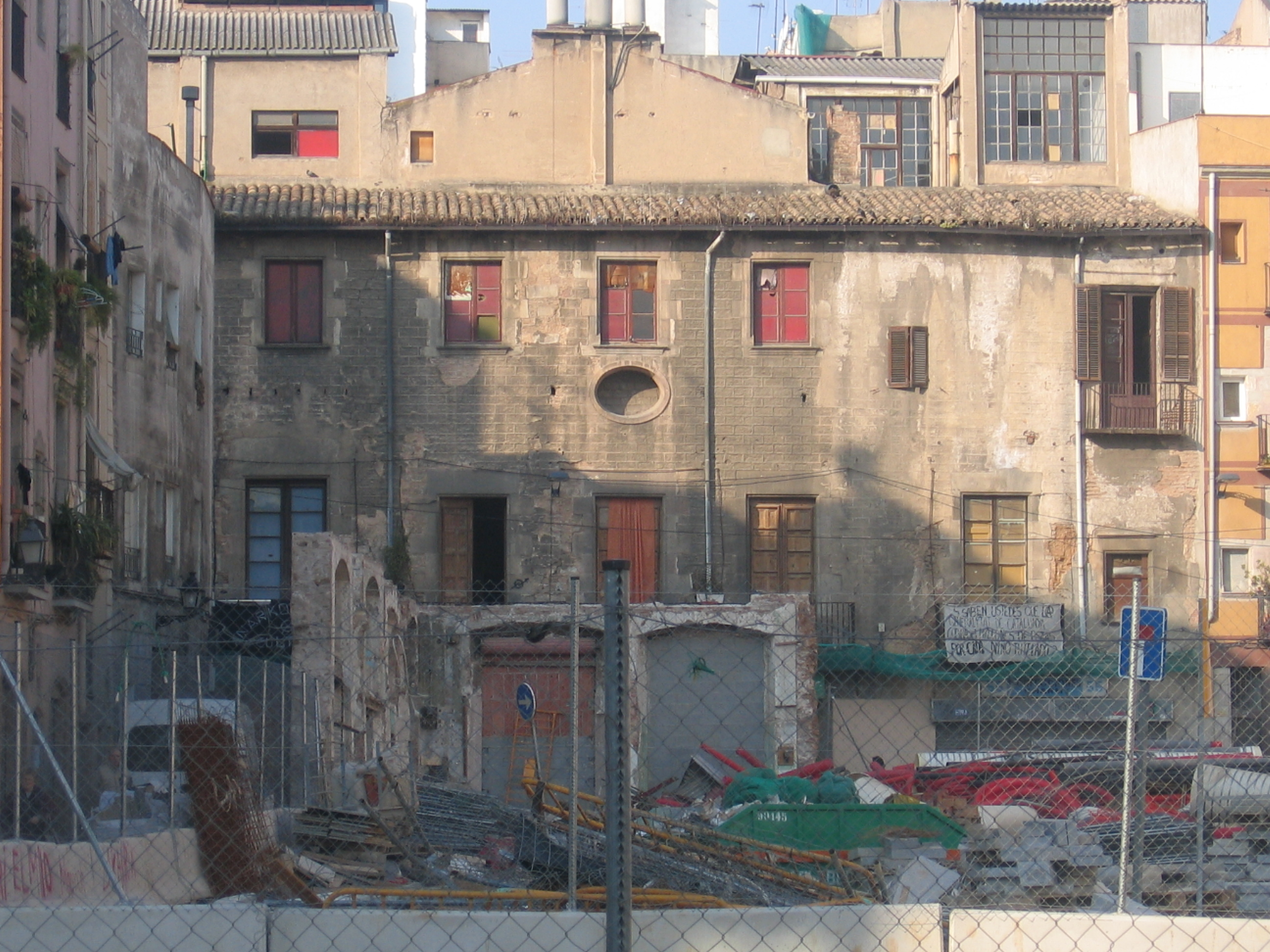
Façana del palau el 2005 abans de la restauració, durant l'època okupa
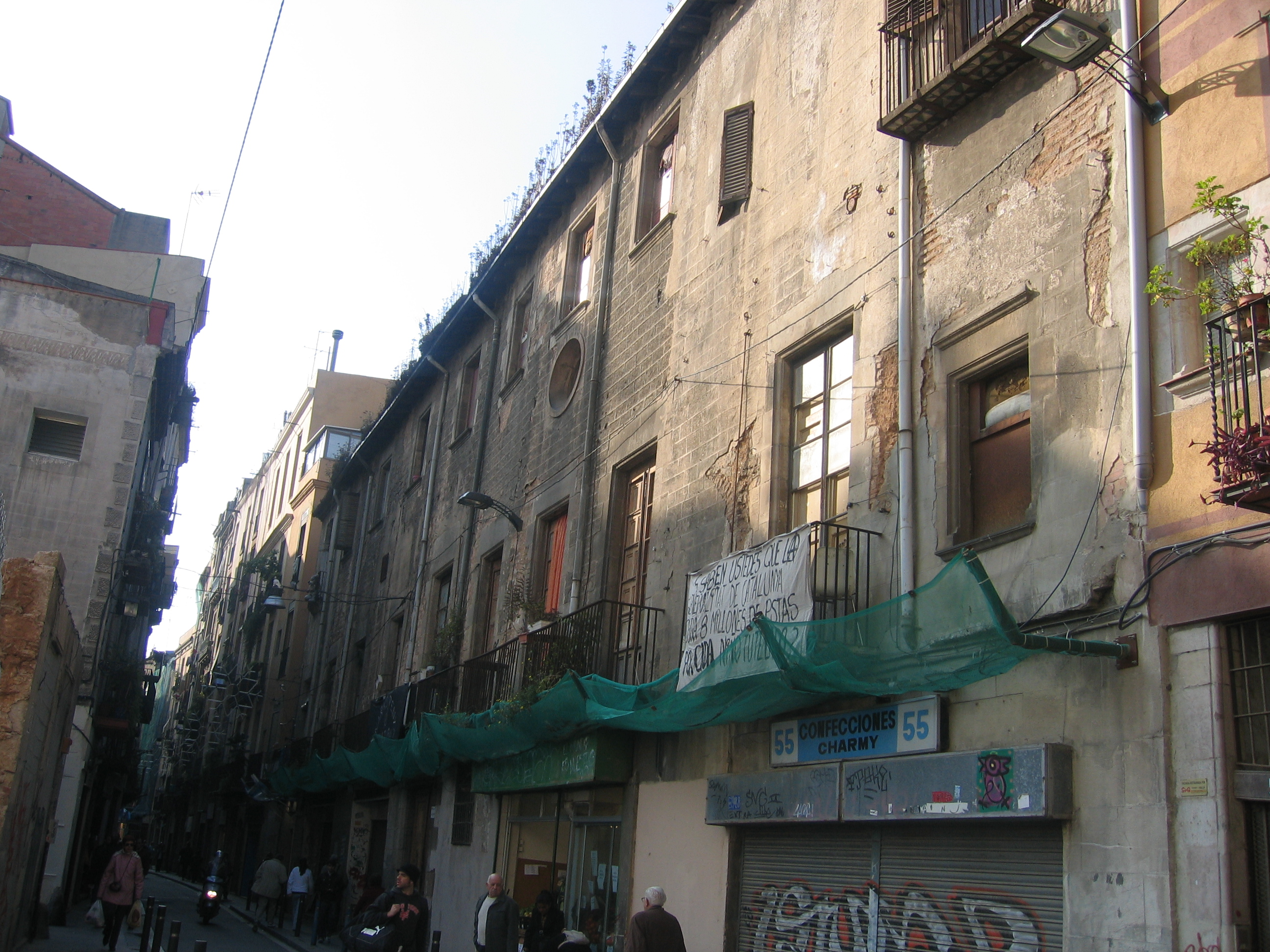
Vista lateral de la façana del palau el 2005
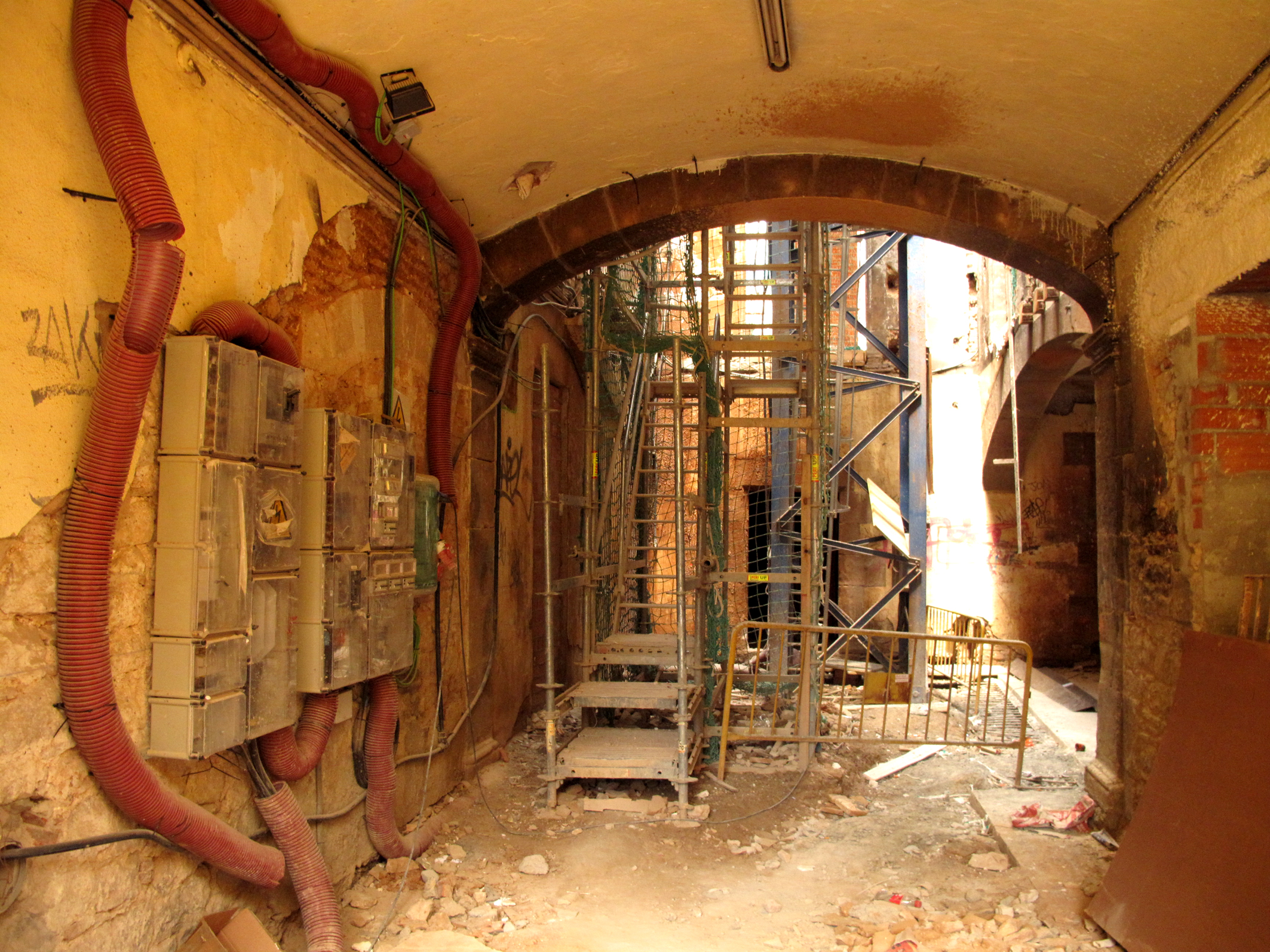
El palau durant les obres de rehabilitació
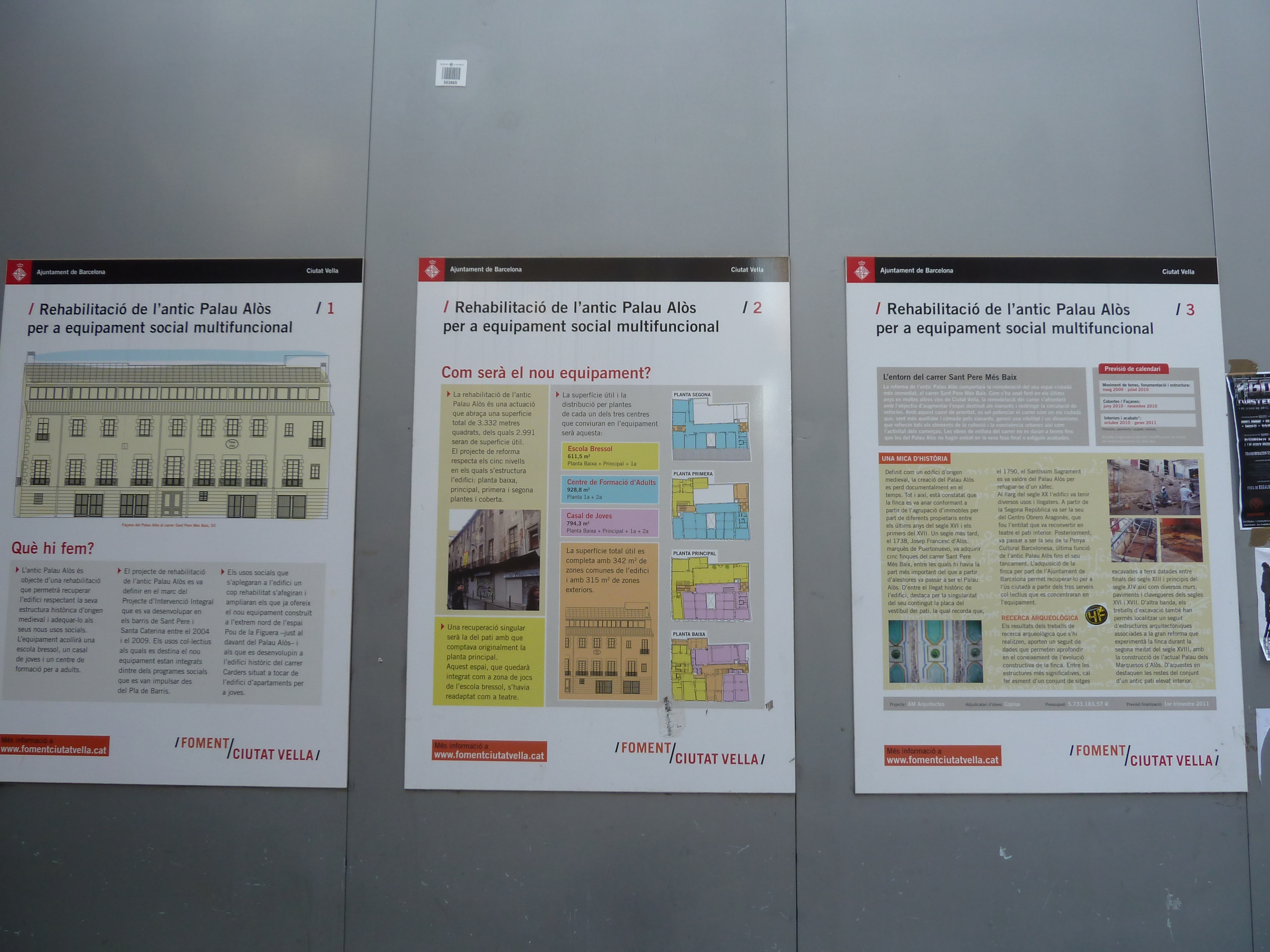
Plafons amb el projecte de rehabilitació del Palau per AM Arquitectes
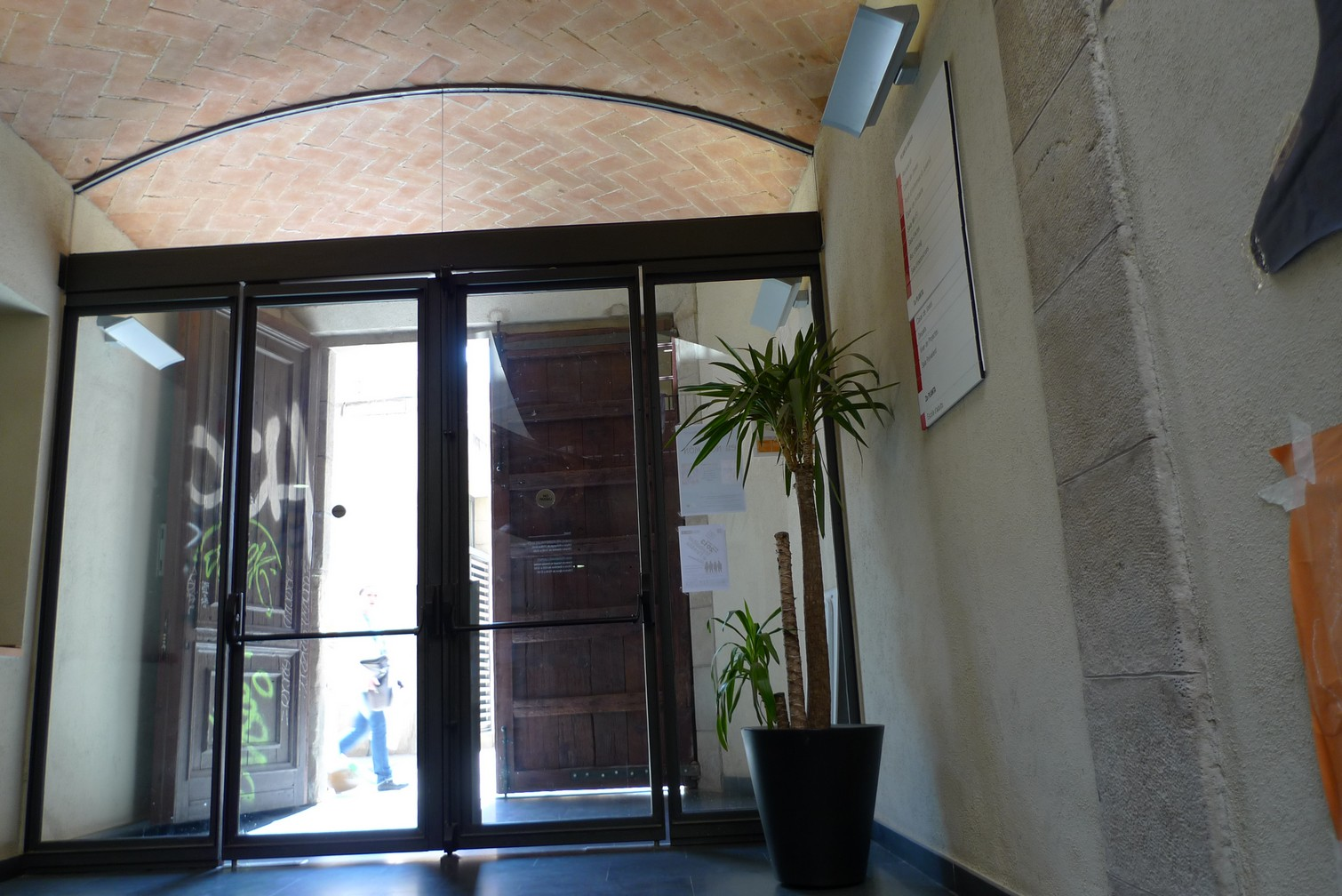
Entrada principal del palau
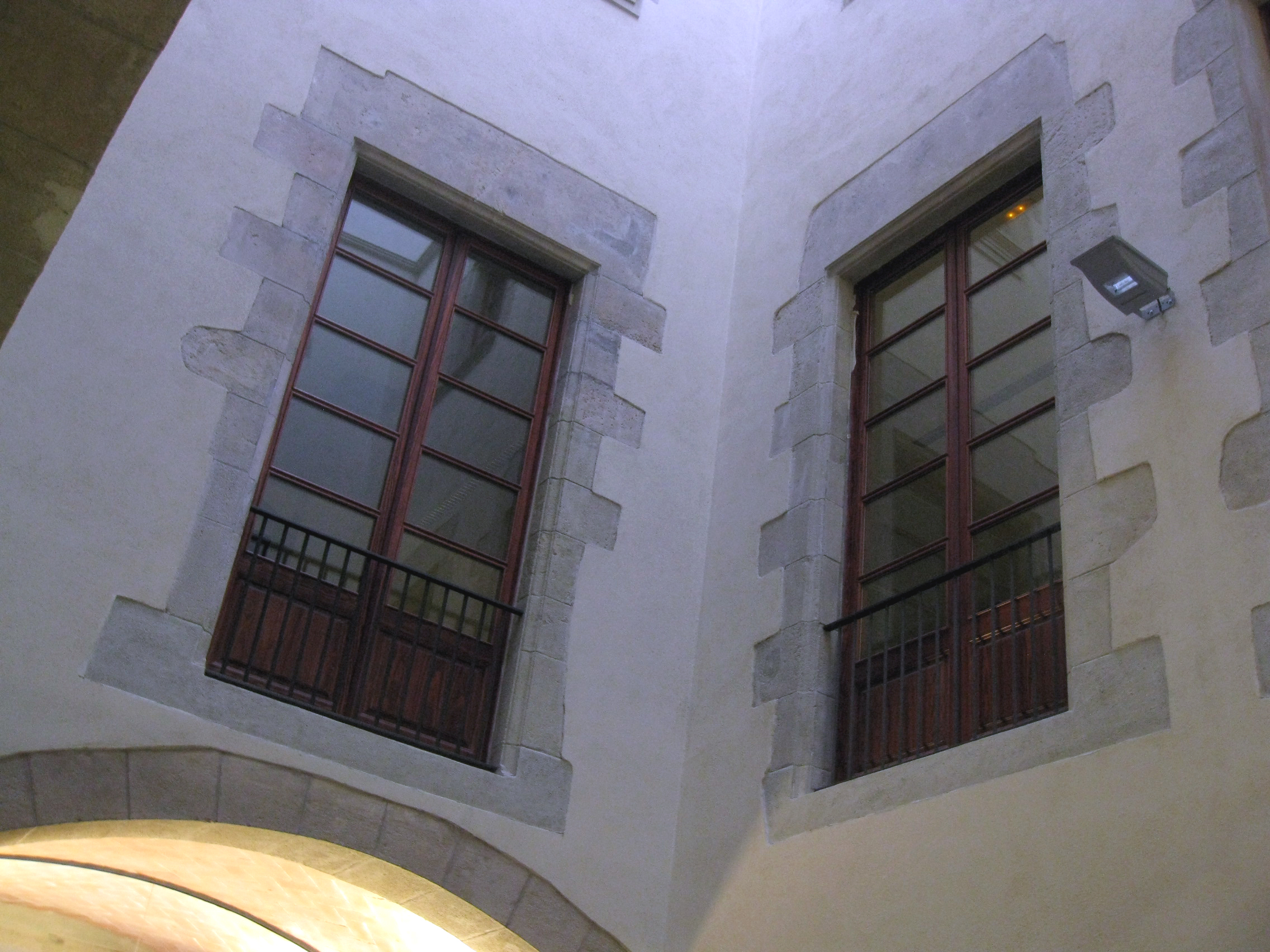
Detall del pati